# Vars (Hautes-Alpes)
Pour les articles homonymes, voir Vars.
Vars (prononcé en français : [vaʁs]) est une commune française située dans le département des Hautes-Alpes, en région Provence-Alpes-Côte d'Azur.
Elle est connue comme station de sports d'hiver.
Ses habitants sont appelés les Varsincs.

## Géographie

### Situation

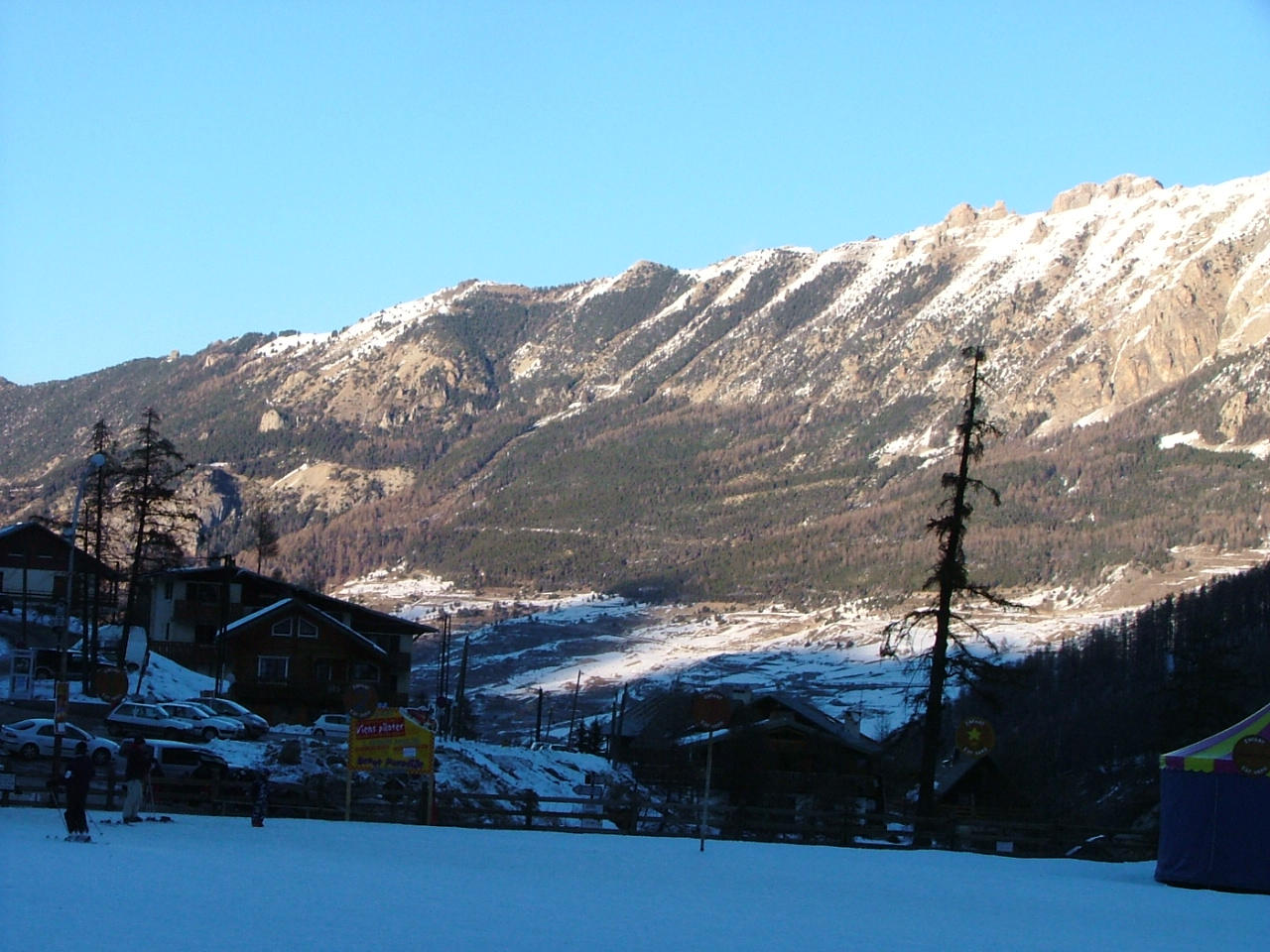
Fin d'après-midi hivernale.

Vars est une commune alpestre située sur l'axe qui relie les communes de Guillestre et de Barcelonnette, par le col de Vars à 2 108 m. Du col, en regardant vers le sud, il est possible de distinguer les gorges de l'Ubaye.

### Relief et géologie
Vars se situe aux portes du parc naturel régional du Queyras. Une partie de la commune, la réserve du val d'Escreins, une des premières réserves municipales de France créée en 1964, a été intégrée au parc depuis sa création en 1977 jusqu'en 2010. Fin 2017, la commune décide de réintégrer la réserve du val d'Escreins au parc naturel régional du Queyras, décision validée par décret le 14 mai 2019, jusqu'à l'expiration de la charte en avril 2021,.
À 3 385 m d'altitude, la Font Sancte est le point culminant de la commune.
Vars constitue, avec Risoul, le domaine de la Forêt Blanche entre 1 650 m et 2 780 m d'altitude. Ce domaine compte environ 180 kilomètres de pistes, plus de 100 pistes et environ 55 remontées mécaniques dont 1 télémixte, 1 télépulsé, 11 télésièges débrayables et 5 télésièges pinces fixes.

### Lieux-dits, écarts et quartiers
La commune est composée de quatre hameaux : Saint-Marcellin (altitude : 1 500 m), Sainte-Marie (altitude : 1 650 m), Sainte-Catherine (altitude : 1 750 m) et les Claux. Ce dernier hameau, qui constitue le cœur de la station de ski actuelle, s'étage entre 1 800 m et 1 950 m.

### Climat
Pour des articles plus généraux, voir Climat de Provence-Alpes-Côte d'Azur et Climat des Hautes-Alpes.
En 2010, le climat de la commune est de type climat des marges montargnardes, selon une étude du Centre national de la recherche scientifique s'appuyant sur une série de données couvrant la période 1971-2000. En 2020, Météo-France publie une typologie des climats de la France métropolitaine dans laquelle la commune est exposée à un climat de montagne ou de marges de montagne et est dans la région climatique Alpes du sud, caractérisée par une pluviométrie annuelle de 850 à 1 000 mm, minimale en été.
Pour la période 1971-2000, la température annuelle moyenne est de 5,5 °C, avec une amplitude thermique annuelle de 16,1 °C. Le cumul annuel moyen de précipitations est de 842 mm, avec 6,5 jours de précipitations en janvier et 7,3 jours en juillet. Pour la période 1991-2020, la température moyenne annuelle observée sur la station météorologique de Météo-France la plus proche, « Ceillac », sur la commune de Ceillac à 11 km à vol d'oiseau, est de 6,5 °C et le cumul annuel moyen de précipitations est de 791,2 mm. 
La température maximale relevée sur cette station est de 33 °C, atteinte le 23 août 2023 ; la température minimale est de −24 °C, atteinte le 10 février 1986,,.
Les paramètres climatiques de la commune ont été estimés pour le milieu du siècle (2041-2070) selon différents scénarios d'émission de gaz à effet de serre à partir des nouvelles projections climatiques de référence DRIAS-2020. Ils sont consultables sur un site dédié publié par Météo-France en novembre 2022.

## Urbanisme

### Typologie
Au 1er janvier 2024, Vars est catégorisée commune rurale à habitat dispersé, selon la nouvelle grille communale de densité à 7 niveaux définie par l'Insee en 2022.
Elle est située hors unité urbaine et hors attraction des villes,.

### Occupation des sols
Le tableau ci-dessous présente l'occupation des sols de la commune en 2018, telle qu'elle ressort de la base de données européenne d’occupation biophysique des sols Corine Land Cover (CLC).
| Type d’occupation                             | Pourcentage | Superficie (en hectares) |
| --------------------------------------------- | ----------- | ------------------------ |
| Tissu urbain discontinu                       | 1,1 %       | 107                      |
| Prairies et autres surfaces toujours en herbe | 0,6 %       | 51                       |
| Systèmes culturaux et parcellaires complexes  | 0,8 %       | 69                       |
| Forêts de conifères                           | 25,2 %      | 2285                     |
| Pelouses et pâturages naturels                | 30,8 %      | 2798                     |
| Forêt et végétation arbustive en mutation     | 5,6 %       | 504                      |
| Roches nues                                   | 20,1 %      | 1828                     |
| Végétation clairsemée                         | 15,8 %      | 1433                     |
| Source : Corine Land Cover                    |             |                          |

## Toponymie

### Toponyme Vars
La commune est nommée Varsea et Varz en 1101 et 1168, Varcium en 1153 et 1177, Castrum Varcii en 1295, Castrum de Varsio ou Varcio en 1310, Castrum Varcii, Varcium en 1450, Vercium en 1516 & Varcium en 1520, Vars en 1568.
Plusieurs hypothèses tentent d'expliquer l'étymologie :
- Il s'agirait d'un oronyme qui viendrait du pré-celtique var, signifiant « rocher, escarpement ». Vars, du latin Varcum, au singulier, repose sur *var-k-iu (localité sise au pied du col du même nom). L'origine pré-indo-européenne de la racine est donc indiscutable[22].
- Une autre version donne à ce nom le sens de « lieu de sépultures antiques ». En effet, certains affirmèrent qu'on en avait trouvé là plusieurs. Mais à part la nécropole du Panacelle (Âge du Bronze), aucune autre n'a été découverte. Il semble qu'il y ait une confusion. En effet, une étude[Laquelle ?] sur les Gaulois, qui fit référence (cinq volumes, 1727), cite une découverte archéologique de sépulture en 1541 à Vars[23] au nord d'Angoulême[24]. Malgré tout, en Ubaye, il y a des noms de famille « De Vars ». François Arnaud, érudit du XIXe siècle, publie en 1897 dans Tribulations d'un notaire de Barcelonnette sous la Terreur[25]: « Vars » est le nom donné aux caveaux de famille se trouvant dans l'église de Barcelonnette et il dit que le nom du col de Vars a la même étymologie. Mais F. Arnaud se trompe de lieu et d'époque pour les découvertes archéologiques (Âge du fer) qui auraient été faites (docteur Antoine Ollivier 1823-1905 Ubayette, Serenne etc). Exposition au musée de Barcelonnette[26].

Cette dernière étymologie étayée par de mauvais arguments rejoint peut-être la seconde. L'occitan local emploie bien le mot « vars » pour les sépultures dans les actes notariés. Cette acception pourrait-être parallèle au sens du « passage terrestre ». Par extrapolation dans le sens chrétien de la mort : un passage, au sens de « porte d'entrée dans la vie éternelle », les deux se rejoindraient par ce lieu même, au sens de l'unité de l'église avec le tout premier évêché régional Embrun ! Ce passage, comme le Montgenèvre, aurait eu une grande importance dans le lien transalpin constitutif de notre unité culturelle européenne, diffusant ce sens de la vie « passage » !

## Histoire

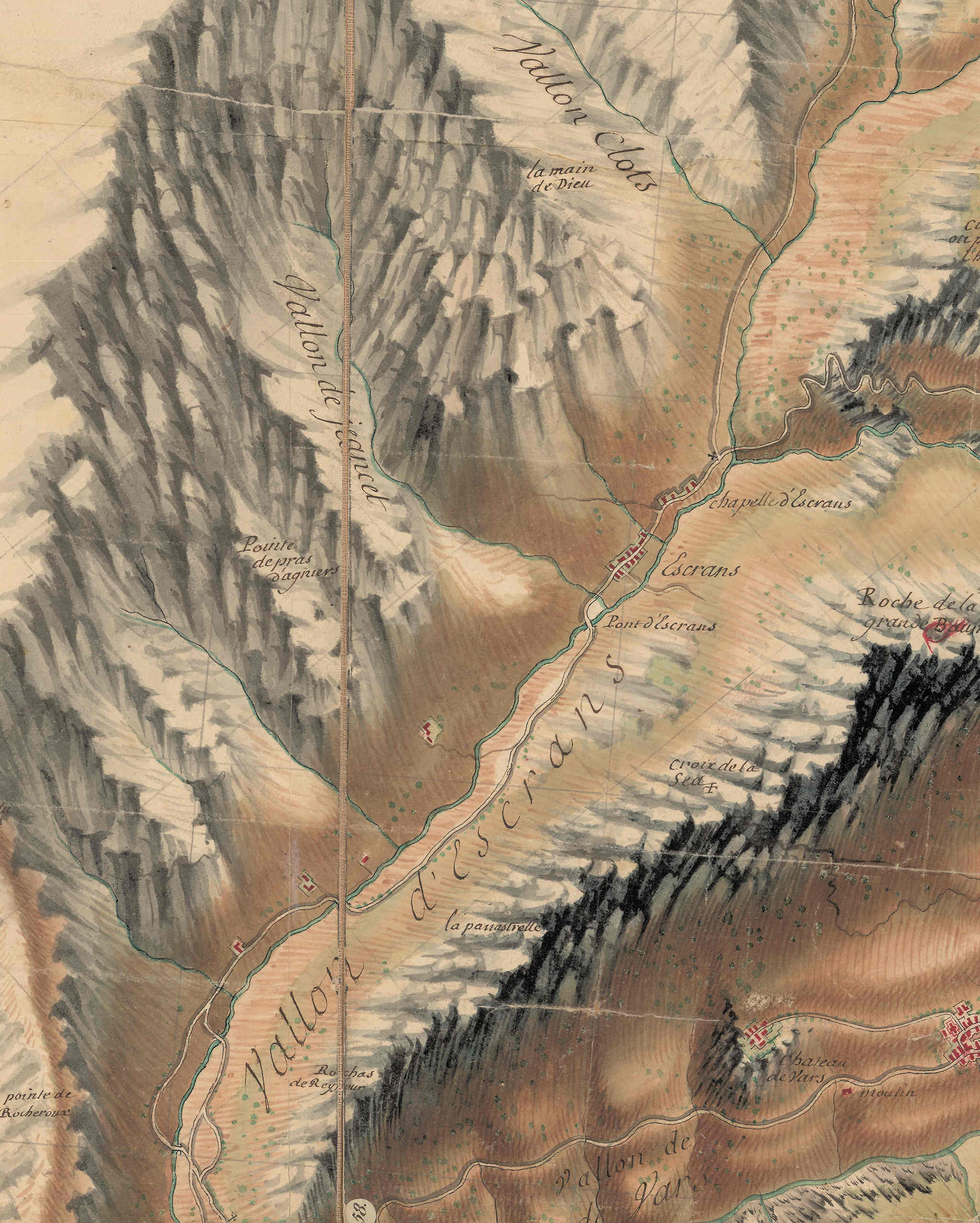
Val-d'Escreins extrait de la Carte de 1754 de Bourcet.

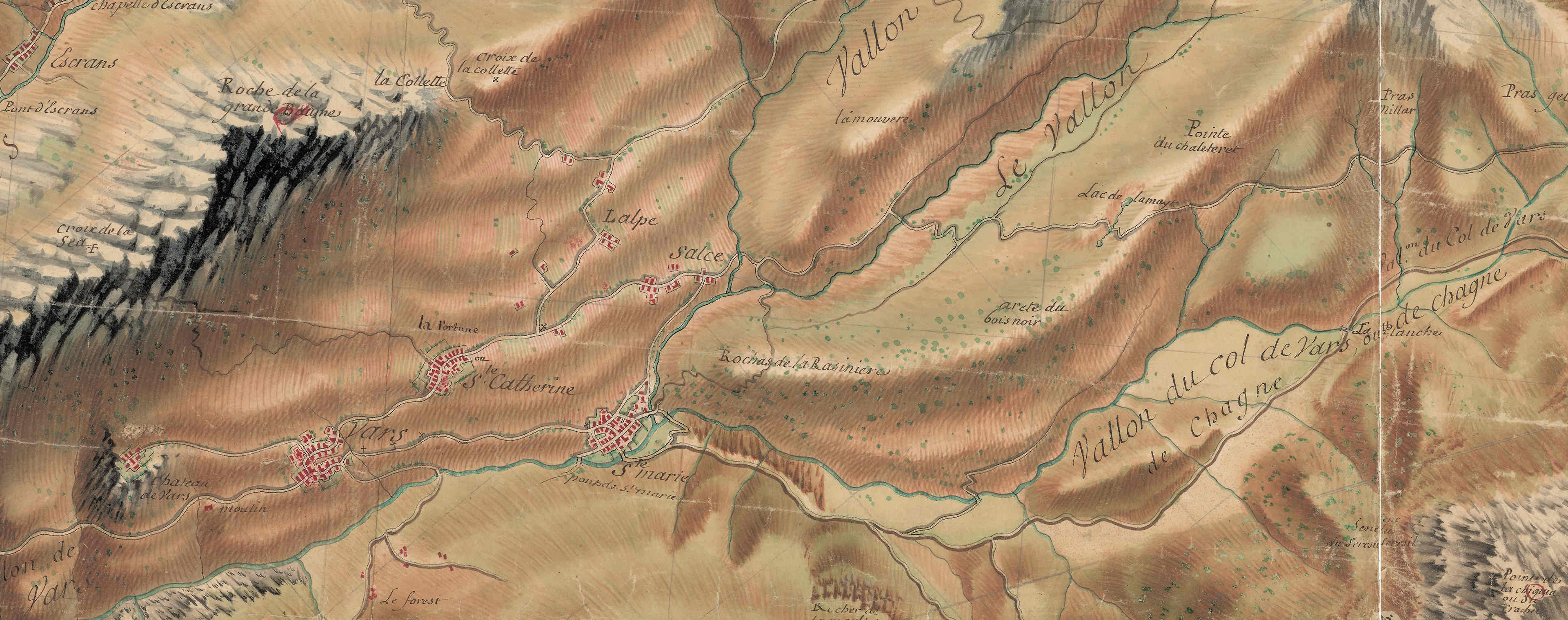
Les villages principaux.

Saint-Marcellin est le village le plus ancien de la commune. La commune s'est ensuite étendue vers Sainte-Marie et Sainte-Catherine. C'est à partir de ce premier hameau qu'ont été construites les premières remontées mécaniques au XXe siècle[Quand ?] et les premiers hôtels, créés pour la plupart dans les anciens chalets. Enfin, à partir de 1962, Les Claux ont été construits autour des activités sportives et principalement du ski alpin.

### Avant leXVIesiècle
Comme la plupart des vallées alpines, celle de Vars est déjà fréquentée par l’homme 4 000 av. J.-C.. De récentes fouilles ont mis au jour à proximité du village de Saint-Marcellin une fibule qui atteste d’une fréquentation plus tardive à époque gallo-romaine, ce qui correspond à l’âge du bronze final.
Une nécropole dite de Peyre-Haute comportant trois sépultures, dont celle d'une femme couverte de bijoux et de bronze au lieu-dit Panacelle,, fut découverte en 1874 (des recherches sauvages sans coordinations), montrant des hommes de grande taille dans la grotte. Le site est situé à la limite nord de la commune vers Guillestre, rive gauche de la rivière « La-Chagne » (une petite route et un pont existent, dit du Panacelle, proche d'un site d'escalade balisé).
Une des nombreuses théories sur le passage des Alpes par Hannibal avance que son armée et ses éléphants de combat seraient passés le col de Vars, en 218 av. J.-C..
Du Ier siècle av. J.-C. jusqu'à nos jours, Vars reste un lieu de passage déterminant entre la France et l'Italie. Ainsi, ses habitants verront s'y succéder de nombreuses batailles. Les Sarrasins sont chassés des Hautes Alpes au Xe siècle.
Les ordres monastiques et congrégations religieuses tiennent des refuges proches des cols, comme aussi des structures dans les bourgs. Les "frères-de-la-Madeleine" soutenant les pèlerins (Rome et St Jacques de Compostelle), entretiennent aussi des chemins, ponts, passerelles. Là où est la chapelle actuelle de la Madeleine, versant sud du col existait un très ancien refuge tenu par ces moines. Sur ces axes, ils tenaient aussi un lieu d'hospitalité à la sortie de Guillestre en montant vers Vars. À partir de la Contre-Réforme, un très grand nombre de confréries de pénitents s'étaient structurées sur cet axe (Guillestre, 4 à Saint-Paul-sur-Ubaye, une à Meyronnes...). Avant cette époque, il y eut aussi une confrérie du Saint-Esprit sur les mêmes lieux (dont une importante à Larche).

### les Hospitaliers
Le troisième supérieur des Hospitaliers de l'ordre de Saint-Jean de Jérusalem vient de la commune limitrophe de Risoul, Ordre qui avait également une structure à Saint-Clément-sur-Durance.

### DuXVIesiècleauXIXesiècle
Les armées du roi de France François Ier passent par le col de Vars pour attaquer l'Italie et gagner la bataille de Marignan en 1515 ; non sans de gros efforts, ils y réalisent le chemin charretier pour passer des canons sur essieux.
À partir du XVIe siècle, les protestants prennent en fief le village de Vars[réf. nécessaire]. En paisible coexistence avec les catholiques, les Huguenots font de Vars un refuge et édifient un temple. En 1684, une répression s'abat par ordre du Dauphin, Louis VI dit le Grand-Dauphin, fils aîné de Louis XIV. Le temple est fermé et la cloche donnée au chapitre de Gap. Après la révocation de l'édit de Nantes (Octobre 1685), 227 protestants fuient Vars. Ceux qui restent et refusent de renier leur appartenance sont envoyés aux galères.
Les plus anciennes archives communales sont de 1695 car tout a été détruit avant, en 1692. Cette année-là, le duc de Savoie, Victor-Amédée II (1675-1730) pénètre en Dauphiné (France) pour une campagne de représailles détruisant tous les villages jusqu'à Embrun. À Vars, tous les hommes sont enfermés dans l'église et meurent asphyxiés dans l'incendie de celle-ci. Les maisons avaient aussi toutes été incendiées. L'année suivante, en 1693, malade, le duc est battu à La-Marsaille et repoussé. À son retour par le col, ce qui reste de Vars est complètement rasé. Toute la population fuit. Le duc de Savoie signe avec Louis XIV une paix en 1696. C'est seulement en 1697 que Vars est doucement repeuplée avec des gens d'Allos et des protestants.
À la fin du même siècle, le duc de Lesdiguières, futur connétable de France sous le règne d'Henri IV, y bat Charles-Emmanuel Ier de Savoie qui se résout à battre en retraite. Les Vaudois puis les protestants, dont la présence est très importante, seront persécutés jusqu'au XIXe siècle avec le rétablissement de la liberté de culte.
De 1701 à 1714, la Guerre de Succession d'Espagne épuise les armées européennes et débouche sur les traités d'Utrecht (1713) qui redessinent la frontière ; celle du col de Vars disparaît (la vallée de l'Ubaye est rattachée au royaume de France par échange de territoire). En 1744, Philippe V (roi d'Espagne) (petit-fils de Louis XIV), devenu en 1700 premier roi d'Espagne de la maison de Bourbon, et le prince de Conti Louis-François de Bourbon-Conti entrent en Italie avec leur armée de 30 000 hommes en passant par le col de Vars.
XIXe siècle
Au XIXe siècle, Napoléon Ier, souhaitant faire un geste de remerciement aux populations qui l'ont aidé dans les passages des Alpes, prévoit la réalisation de onze refuges de col. Ils ne seront construits qu'au milieu du siècle sous Napoléon III dont un à Vars. Des refuges existaient déjà avant le XVIIe siècle (le refuge du col de la Madeleine et un autre à Guillestre), tenus par des moines dont ceux de l'ordre de Saint-Jean de Jérusalem, Templiers et d'autres. Faute de moines, ce nouveau refuge Napoléon fut utile.
XXe siècle
Paul Rostolan (témoignage oral extrait du film Rencontre avec les Varsincs) "en 14-18 au pourcentage, la commune a eu le plus de morts à la guerre du département. À la deuxième guerre mondiale la JOC (Jeunesse ouvrière chrétienne) était très développée sur la commune et nous avons été très nombreux à nous mobiliser pour la Résistance. Les familles étaient très pauvres ; presque tous les enfants étaient placés dès 14 ans auprès de commerçant dans les grandes villes (Paris, Lyon, Marseille)."
Le télésiège de Peynier date de 1957. Odile David, ancienne secrétaire de mairie, dit: "nous nous sommes mobilisés car cette activité hivernale permettait de garder nos jeunes et de limiter la désertification. Ce fut un peu un engrenage d'investissements qui devaient trouver leur rentabilité. C'est comme cela qu'on a pu inverser la courbe de population. Certains, qui étaient partis en ville, revenaient dans leur village ; si bien qu'en 1970, nous avons eu la joie de totaliser cent élèves, primaire et secondaire confondus."

## Politique et administration

### Liste des maires
| Période                                  | Période        | Identité              | Étiquette | Qualité                    |
| ---------------------------------------- | -------------- | --------------------- | --------- | -------------------------- |
| Les données manquantes sont à compléter. |                |                       |           |                            |
| mars 1958                                | septembre 1986 | François-Marie Bénard | UDSR      | Député, conseiller général |
| 1986                                     | 1989           | Raymond Rolland       | DVD       |                            |
| 1989                                     | 2014           | Pierre Eyméoud        | UMP       |                            |
| mars 2014                                | juillet 2017   | Jean-Pierre Boulet    | SE        | Retraité                   |
| septembre 2017                           | En cours       | Dominique Laudré      |           |                            |

### Intercommunalité
Vars fait partie :
- de 2001 à 2017, de la communauté de communes du Guillestrois ;
- depuis le 1er janvier 2017, de la communauté de communes du Guillestrois et du Queyras[39].

## Population et société

### Démographie
La population de Vars n'a cessé de décroître depuis le milieu du XIXe siècle. Cette chute s'explique principalement par l'abandon des zones rurales pendant la révolution industrielle et plus particulièrement par l'abandon des activités pastorales.
Vars connait une croissance démographique importante vers le milieu du XXe siècle, date à laquelle les activités touristiques se sont largement développées. Elle atteignit alors près de 1 000 habitants.
Aujourd'hui, malgré une légère baisse démographique depuis dix ans, la population s'est stabilisée et, en 1999, la commune de Vars comptait 637 habitants permanents[réf. nécessaire] :
- Saint-Marcellin : 86 habitants ;
- Sainte-Marie : 130 habitants ;
- Sainte-Catherine : 129 habitants ;
- Les Claux : 292 habitants.

Cette démographie s'accroît considérablement durant l'hiver avec l'arrivée des saisonniers et des vacanciers.
L'évolution du nombre d'habitants est connue à travers les recensements de la population effectués dans la commune depuis 1793. Pour les communes de moins de 10 000 habitants, une enquête de recensement portant sur toute la population est réalisée tous les cinq ans, les populations de référence des années intermédiaires étant quant à elles estimées par interpolation ou extrapolation. Pour la commune, le premier recensement exhaustif entrant dans le cadre du nouveau dispositif a été réalisé en 2006.

En 2022, la commune comptait 592 habitants, en évolution de +12,33 % par rapport à 2016 (Hautes-Alpes : +0,4 %, France hors Mayotte : +2,11 %).
| 1793 | 1800 | 1806 | 1821 | 1831  | 1836  | 1841 | 1846 | 1851 |
| ---- | ---- | ---- | ---- | ----- | ----- | ---- | ---- | ---- |
| 740  | 611  | 830  | 971  | 1 006 | 1 016 | 954  | 996  | 908  |

| 1856 | 1861 | 1866 | 1872 | 1876 | 1881 | 1886 | 1891 | 1896 |
| ---- | ---- | ---- | ---- | ---- | ---- | ---- | ---- | ---- |
| 910  | 900  | 852  | 838  | 832  | 780  | 772  | 715  | 726  |

| 1901 | 1906 | 1911 | 1921 | 1926 | 1931 | 1936 | 1946 | 1954 |
| ---- | ---- | ---- | ---- | ---- | ---- | ---- | ---- | ---- |
| 660  | 637  | 595  | 466  | 408  | 374  | 342  | 340  | 254  |

| 1962 | 1968 | 1975 | 1982 | 1990 | 1999 | 2006 | 2011 | 2016 |
| ---- | ---- | ---- | ---- | ---- | ---- | ---- | ---- | ---- |
| 245  | 433  | 779  | 897  | 941  | 637  | 597  | 708  | 527  |

| 2021 | 2022 | - | - | - | - | - | - | - |
| ---- | ---- | - | - | - | - | - | - | - |
| 573  | 592  | - | - | - | - | - | - | - |

### Enseignement
Vars dépend de l'académie d'Aix-Marseille. Les élèves de la commune commencent leur scolarité à l'école primaire Sainte-Catherine, au village, qui regroupe 42 enfants.

### Santé
En saison hivernale, une maison de santé est ouverte. En 2016, un cabinet médical de Vars, comprenant 3 médecins, un kiné, un appareil radiologique, et une salle d'urgence, est financée par la Communauté de communes du Guillestrois et du Queyras, la région Provence-Alpes-Côte d'Azur, l’État français, et l'Europe.

### Culturel
L'Outdoormix Festival est un rassemblement de 4 jours de compétitions sportives dites Outdoor et extrêmes.
Depuis 2018,, l'association travaille en collaboration avec l'Office de tourisme de Vars la Forêt Blanche, sur l'organisation d'une version hivernale du festival. Le principe est de garder l'aspect "Ride & Party" qui caractérise l'événement, en l'adaptant à la neige sur une station de ski.
Cet événement est la combinaison entre les sports d'hiver dit "classiques", en accueillant notamment chaque année une étape des championnats d'Europe de ski et snowboard freestyle, ainsi qu'une manche du prestigieux Freeride World Tour (K2 Vars Qualifier***).
À ces sports, les organisateurs ont souhaité apporter leur touche en détournant des sports déjà organisés sur l'événement du printemps. Cela a donné naissance à des compétitions de kayak et de VTT sur neige, dans un format boardercross et mass start, ainsi qu'à des démonstrations d'highline, de trickline et de parapente acrobatique.

### Sports

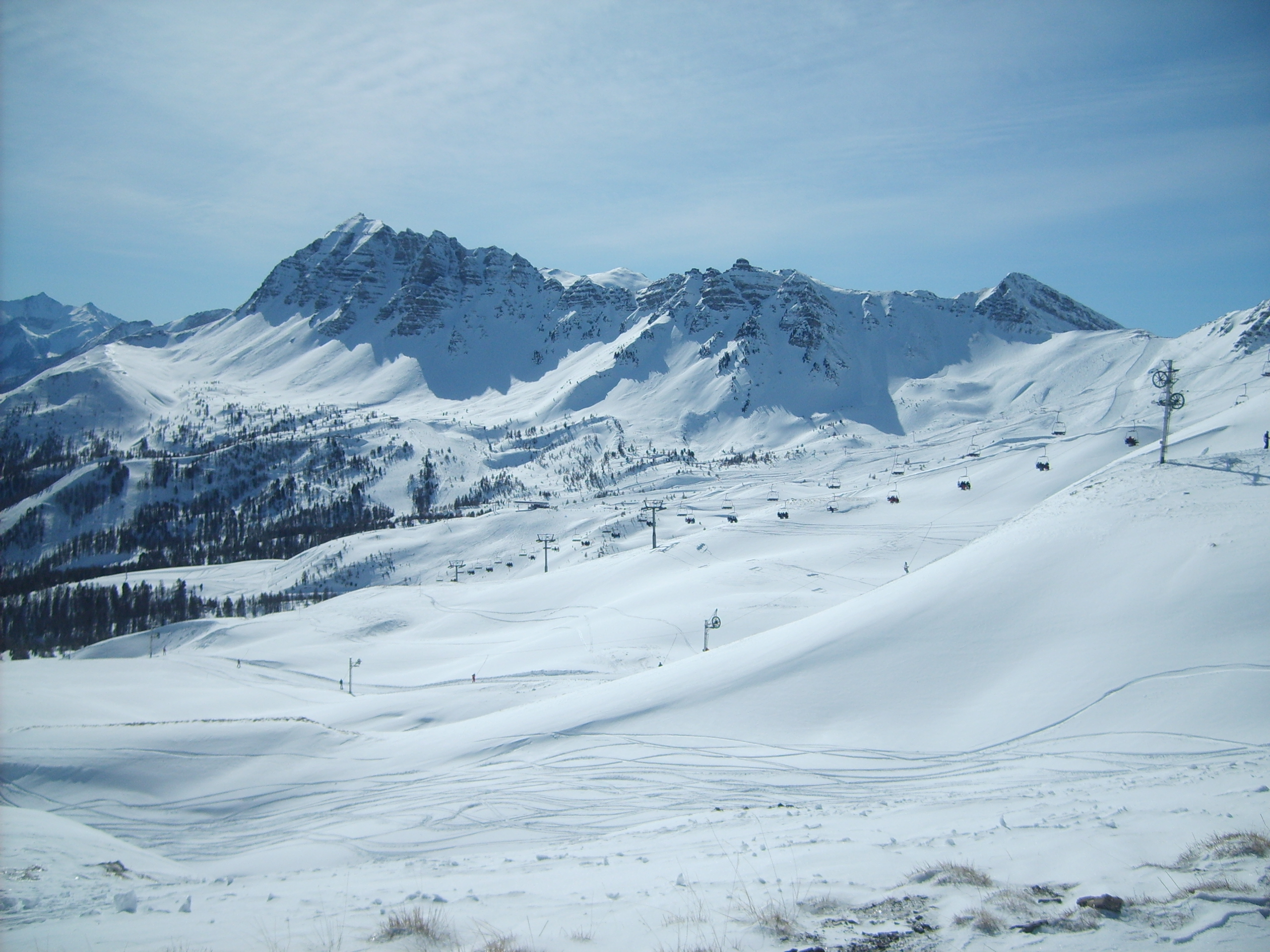
Aperçu du domaine skiable en hiver.

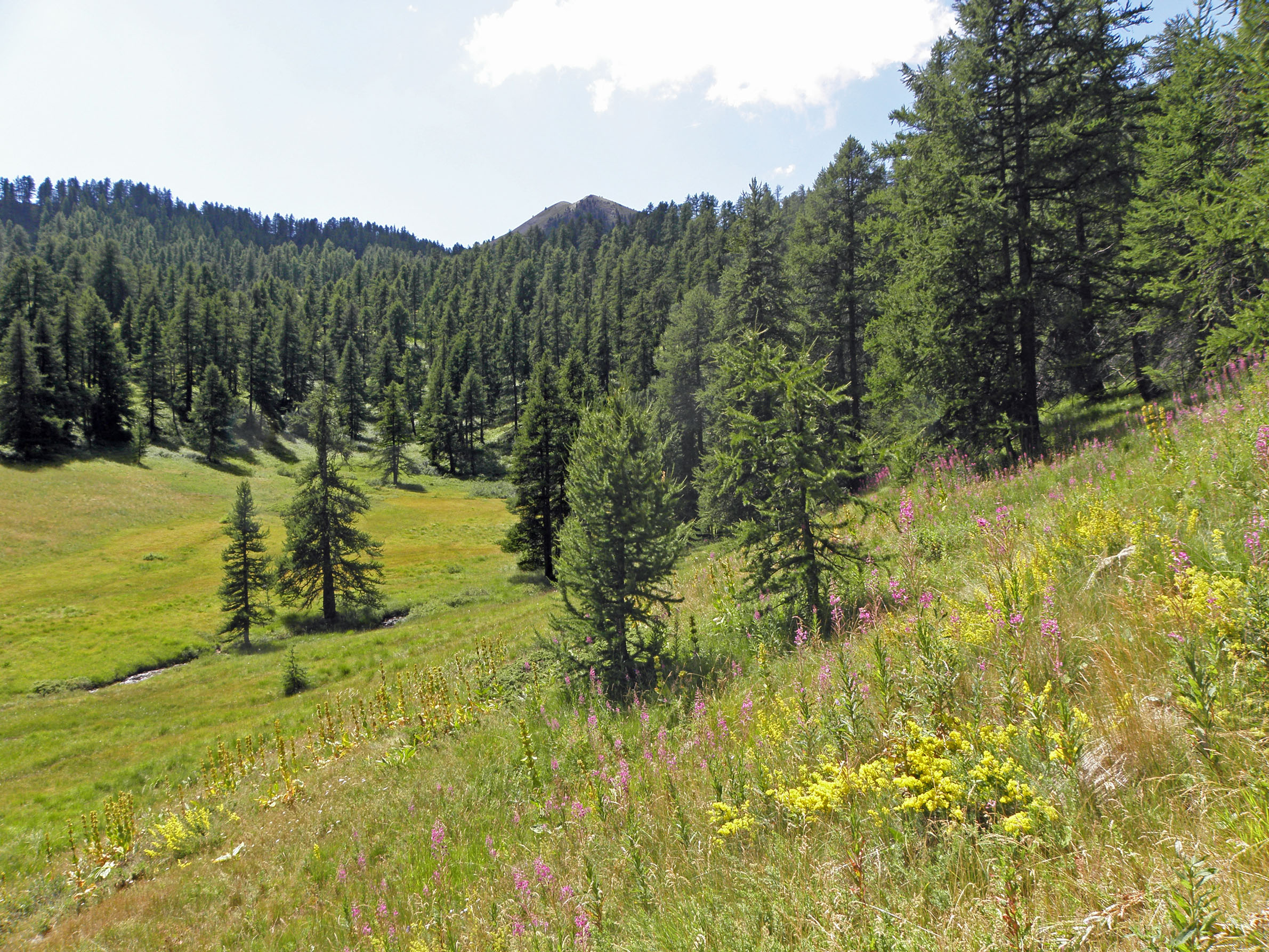
Promenade le long du torrent de Rebrun (Vars, Sainte-Marie).

La principale activité de Vars réside dans le ski alpin dont le domaine skiable de La Forêt Blanche s'agrandit fréquemment - le domaine de Risoul fait partie de ce domaine skiable. La modernisation du parc de remontées mécaniques, le recours à l'enneigement artificiel, l'organisation d'évènements fédérateurs pour la jeunesse (Coupe du monde de snowboard, X-Games, etc.) sont aujourd'hui les principaux investissements de la station.
Malgré un abandon progressif ces dernières années, Vars reste un site majeur pour le ski de vitesse ou kilomètre lancé (KL). Sur une pente raide (maximum de 98 %, soit un angle proche de 45°), des skieurs s'élancent dans le but d’atteindre la vitesse la plus élevée possible. Vars détient depuis le 22 mars 2023 le nouveau record du monde de la discipline : Simon Billy a établi une nouvelle marque avec 255,500 km/h sur la piste de Chabrières.
Soucieux de diversifier ses activités, Vars développe depuis la fin des années 1990 de nombreux sports comme le ski nordique ou les sports estivaux à l'instar de la randonnée pédestre, de la grimpe d'arbres ou du VTT.
Propice au cyclisme, le col de Vars a été franchi lors d'étapes parfois décisives du Tour de France.

### Hébergement touristique
L'Office départemental des centres de vacances et de loisirs (Odcvl), société coopérative française créée en 1939, commercialise principalement des séjours de vacances en France et à travers le monde pour groupes et familles. Il dispose d'un centre permanent dans la commune. Celui-ci a fermé ses portes au printemps 2023

### Lieux de cultes
- L'église de Saint-Marcellin est la plus ancienne, liée à ce premier évêque d'Embrun mort en 354.
- Le centre œcuménique de Vars Sainte-Marie est une construction récente de 1970, conçue en collaboration par les deux cultes, sur l'ancien emplacement de l'église détruite semble-t-il à la dernière guerre mondiale. La population protestante est très réduite alors qu'elle était importante. Elle a été chassée au XVIIe siècle[50].
- Le seul lieu de culte protestant ancien restant est sur le hameau de Saint-Marcellin.

## Culture locale et patrimoine

### Lieux et monuments
- Le refuge Napoléon fut construit grâce à une donation de Napoléon Bonaparte (mis en œuvre 30 ans après sa mort). Ce dernier légua par testament une somme d’argent aux provinces qui avaient le plus souffert pendant les guerres napoléoniennes. Le refuge de Vars est construit en 1856 sous Napoléon III. Un gardien et sa famille y vivait toute l’année comme « retirés du monde », car le col était fermé du 1er décembre au 15 mai. En cas de tourmente ou de mauvais temps, le gardien sonnait la cloche à intervalle régulier et allumait un fanal pour guider les voyageurs à la tombée de la nuit. Le refuge Napoléon verra les balbutiements du tourisme de montagne et le développement de l'actuelle station de sports d'hiver, Vars-Les-Claux. Toujours là, le refuge est aujourd’hui devenu une auberge.
- Le centre œcuménique à Vars Sainte-Marie fut inauguré en 1970. Il a été construit en lieu et place de l'église Sainte-Marie.
- L'église de Vars Saint-Marcellin date vraisemblablement du XIIIe siècle, mais fut maintes fois détruite par les invasions et les guerres. Son portail comporte, comme à Guillestre, deux lions « stylophores » qui soutenaient autrefois des piliers.
- Église Sainte-Marie de Vars.
- Chapelle de Basse Rua.
- Chapelle Sainte-Catherine de Sainte-Catherine.
- La source « miraculeuse » et l'oratoire de la « Font Sancte » se trouvent dans le val d'Escreins à 2 358 m d'altitude.

### Personnalités liées à la commune
- Le père Henri Caffarel (1903-1996) qui venait là en vacances, avait sa famille paternelle qui était originaire de Vars[réf. nécessaire]. C'est un prêtre catholique dont la béatification est en cours d'étude. Il a été le fondateur du mouvement de spiritualité des couples « Équipes Notre-Dame » qui se sont diffusées sur tous les continents.
- Guy Seradour (1922-2007), artiste peintre français, une voie porte son nom à Vars, le cours Guy Seradour.

### Héraldique
| Blason de Vars | Blason  | D'argent à trois aiglettes éployées de sable armées, membrées et becquées de gueules. |
| Blason de Vars | Détails | Le statut officiel du blason reste à déterminer.                                      |

## Galerie de photographies

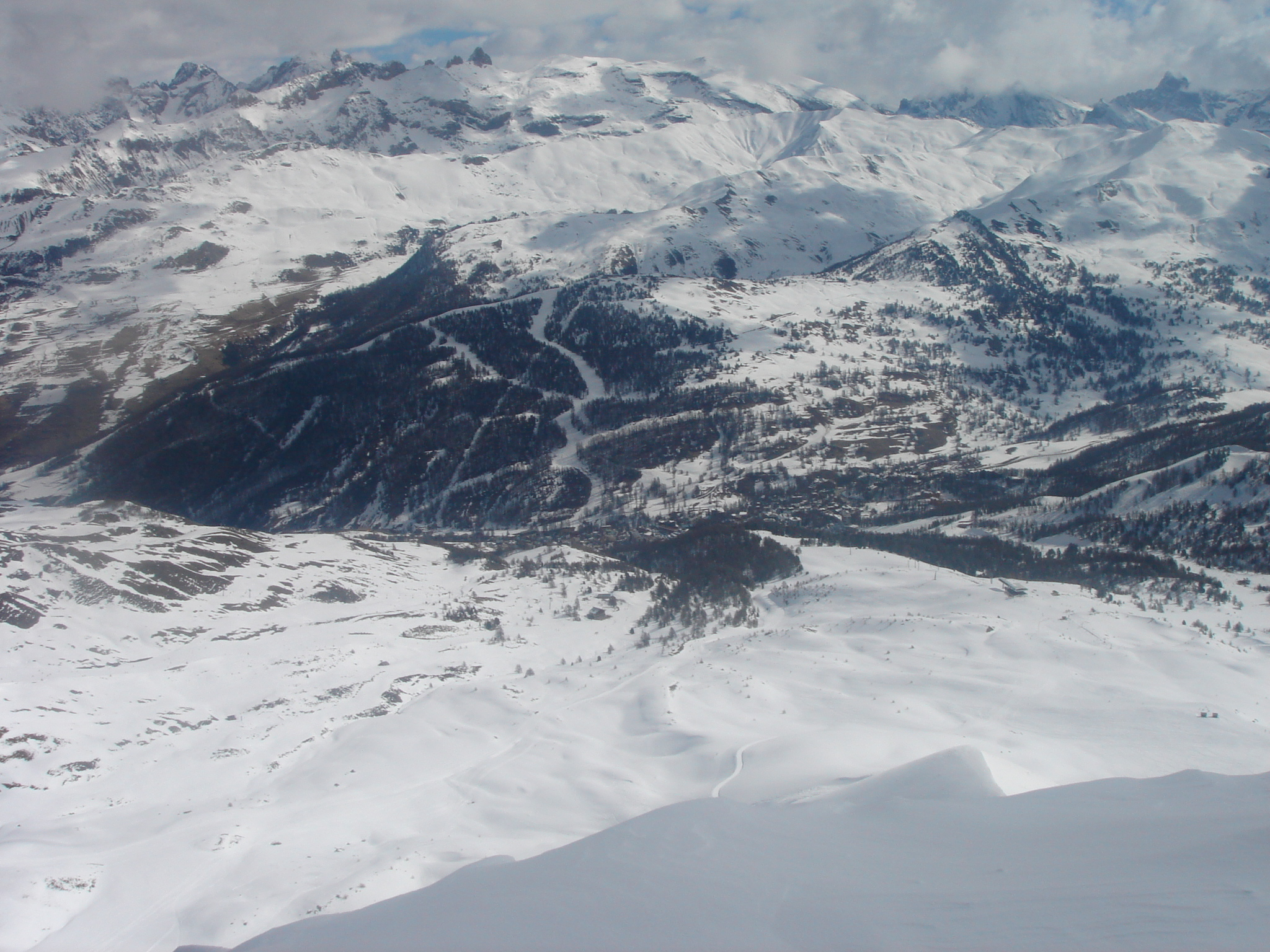
Vars depuis le pic de Chabrières.
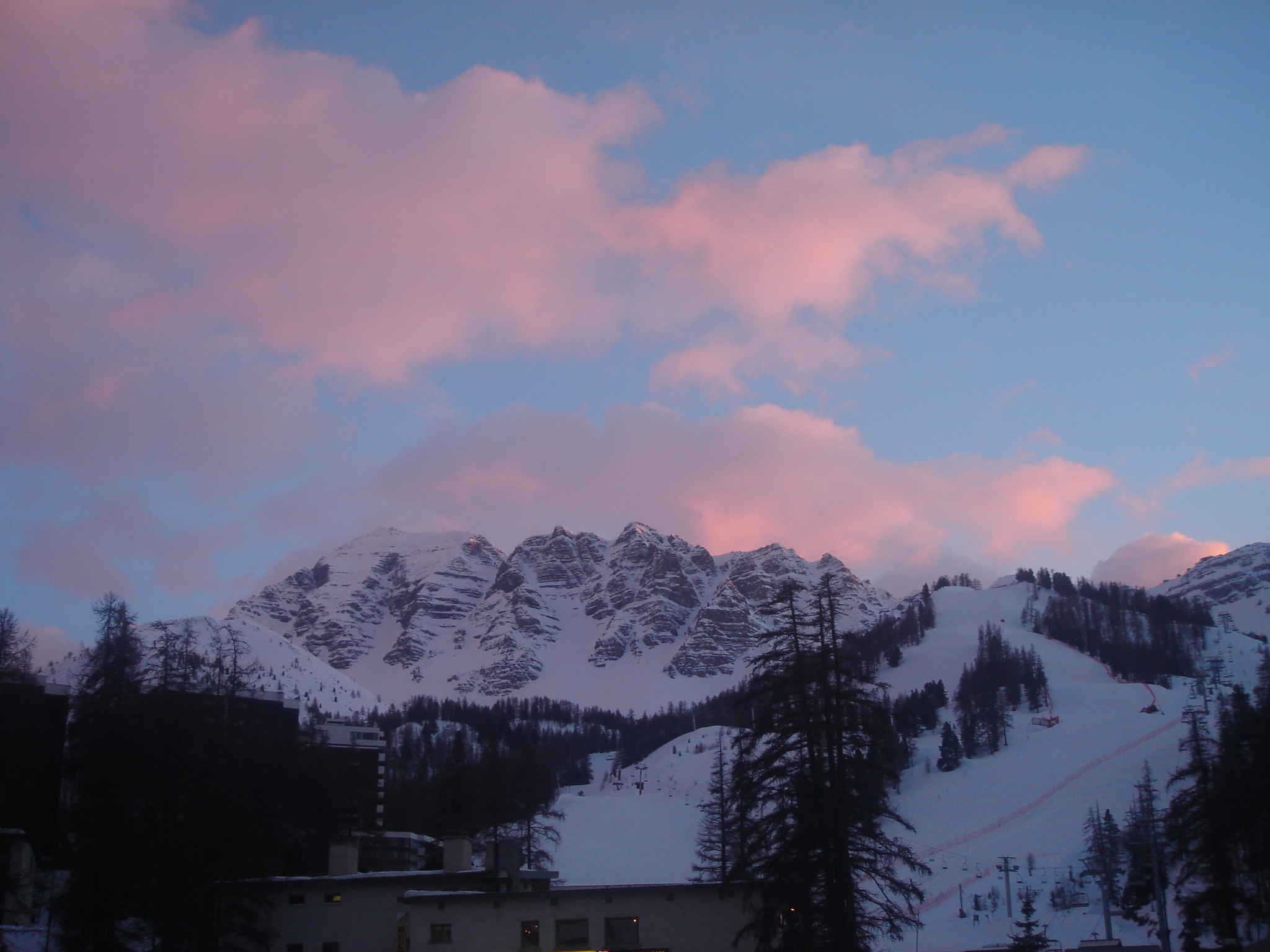
Crête de l'Eyssina.